# Catedral de Segovia
La Santa Iglesia Catedral de Nuestra Señora de la Asunción y de San Frutos de Segovia, conocida como la Dama de las Catedrales por sus dimensiones y su elegancia,[cita requerida] es una catedral construida entre los siglos XVI y XVIII, de estilo gótico con algunos rasgos renacentistas. La catedral de Segovia es una de las catedrales góticas más tardías de España y de Europa, erigida en pleno siglo XVI (1525-1577), cuando en la mayor parte de Europa se difundía la arquitectura renacentista. 
La catedral de Segovia es un monumento eclesiástico cuya función principal es el culto y, también, está abierto a la visita turística. El Cabildo de la Catedral es el administrador del templo. En marzo de 2023, el Palacio Episcopal de Segovia fue reabierto y, actualmente, se puede visitar la Catedral y el Palacio Episcopal con entrada única. 

## Historia

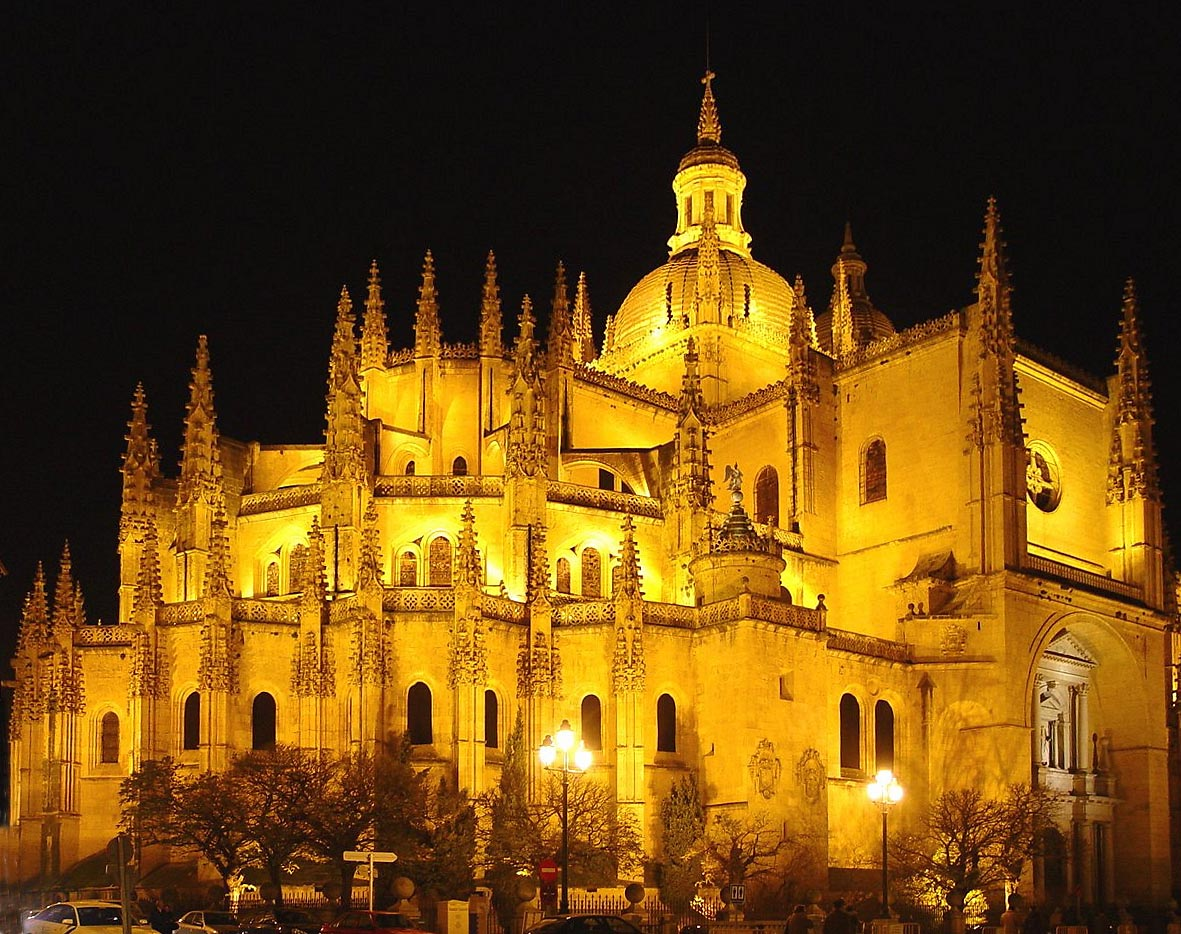
Vista nocturna

Destruida la antigua Catedral de Santa María de Segovia en 1521 durante la Guerra de las Comunidades, por su cercanía al Alcázar, Carlos I manda construir una nueva catedral. Esta sería erigida en uno de los puntos más elevados de la ciudad, sobre el antiguo convento de Santa Clara y parte del barrio judío. El área de la aljama judía quedó en parte habitada por conversos y era mucho mayor que la necesaria para levantar la catedral, y por ello aún se puede ver alrededor del templo cristiano, por sus flancos oriental y meridional, unas callejuelas donde todavía quedan bastantes casas medievales y, en distinto grado de conservación, al menos dos sinagogas.
El arquitecto elegido fue Juan Gil de Hontañón, el contrato fue firmado el 7 de mayo de 1524 y la primera piedra fue colocada el 8 de junio de 1525.[cita requerida] Para reducir algunos costes, se reutilizarán varios elementos de la antigua catedral como el claustro al completo, el coro, rejas y otros elementos tanto decorativos como arquitectónicos. La peculiaridad de la construcción de este templo es que su construcción se inició por la fachada occidental, es decir, por los pies de la catedral, cuando suele empezarse por la cabecera.
La catedral tuvo tres etapas constructivas: la primera entre 1525 a 1557 con el arquitecto Juan Gil de Hontañón, su hijo Rodrigo y García de Cubillas. La segunda etapa transcurre entre 1578 a 1607 a cargo de Rodrigo de Solar, Juan Pescador, Diego de Sisniega y otros; la última campaña constructiva se realizó entre 1607 a 1685 con Pedro de Brizuela o Francisco de Viadero, debido a su construcción peculiar, la cabecera no fue cerrada hasta el último año de esta etapa. La torre originalmente tenía un chapitel de madera de caoba americana, pero en el año 1614 se construyó el actual chapitel de piedra después de que un rayo causase un incendio en el chapitel original. En el año 1686 se comenzó la construcción de la capilla de los Ayala. La catedral fue consagrada el 16 de julio de 1789 por el obispo Don José Martínez Escalzo.
En junio de 2017 se abrió la sala de tapices y ornamentos litúrgicos, un año después, el 28 de diciembre de 2018 se inauguró la sala de pintura. El 1 de febrero de 2024 comenzaron los trabajos de restauración del retablo de la Capilla de Santiago y de la cripta, cuya entrada se encuentra en la capilla anteriormente mencionada. Los trabajos de restauración terminaron a finales de 2024, siendo inaugurada la capilla el 29 de enero de 2025

## Interior de la catedral
En el interior se puede apreciar su estilo gótico tardío. Posee una estructura en tres altas naves, las cuales reciben el nombre de nave del Evangelio y nave de la Epístola; y girola, destacando sus hermosas ventanas de complicada y fina tracería calada así como la extraordinaria calidad de los numerosos vitrales. El interior muestra una notable unidad de estilo (gótico tardío), excepto en la cúpula de 1630 y presenta un aspecto imponente y sobrio. Sus bóvedas góticas se elevan a 30 metros de altura y mide de ancho 50 metros y 109 de longitud. El crucero está cubierto con una cúpula finalizada por Pedro de Brizuela en el siglo XVII. La poderosa torre alcanza casi los 90 metros. 

### Nave central

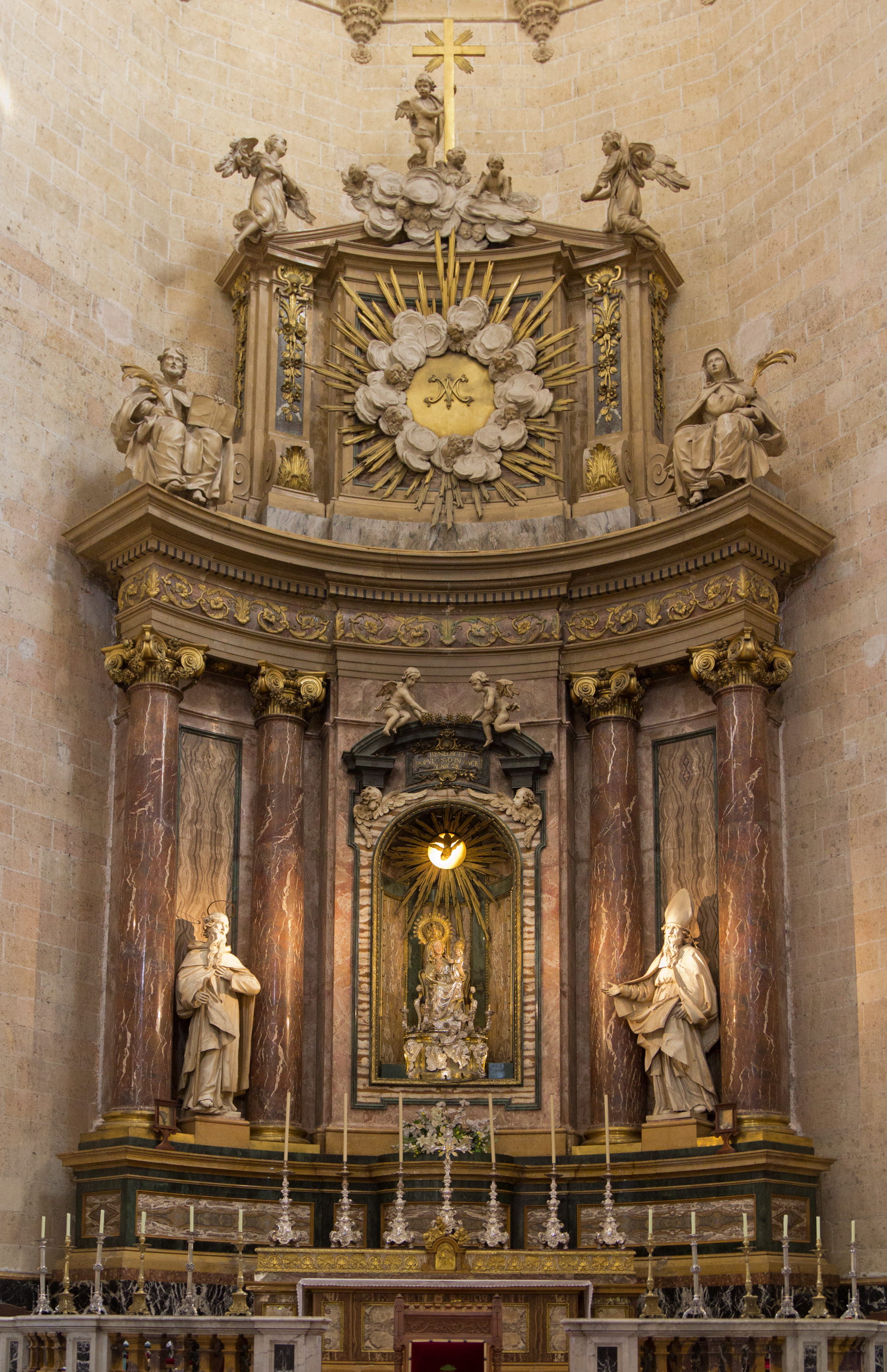
Retablo mayor.

#### Capilla Mayor
El actual altar fue mandado construir por Carlos III (1759-1788), con diseño de Francisco Sabatini (1722-1795). Se inició en 1768 y fue terminado en el 1775 en los talleres del Palacio Real de Madrid.
El retablo mayor de la catedral de Segovia, que ocupa el altar mayor, es un conjunto de mármoles de diversos colores y de bronces que recrean una estructura neoclásica.
Sobre un zócalo revestido de mármol negro veteado de blanco, se encuentra un pedestal, sobre el que se alza un retablo formado por dos cuerpos de diferentes alturas. El inferior, de mayor tamaño, con dos grandes columnas a cada lado de la hornacina central. En los intercolumnios dos grandes imágenes en blanco de san Frutos y san Jeroteo obras de Manuel Adeba Pacheco. En la hornacina central se encuentra una imagen sedente de la Virgen de la Paz (siglo XIII), que fue donada por el rey Enrique IV a la Catedral, aunque se cree que su propietario bien pudo ser el rey Fernando III el Santo. Actualmente esta imagen se encuentra recubierta de plata, trabajo realizado por Antonio Vendetti en 1775, así como el sitial sobre el que se asienta la imagen. En la parte superior del retablo, sobre la cornisa dos imágenes sentadas en color blanco, de San Valentín y Santa Engracia con las palmas del martirio, y en el centro del frontón el anagrama de la Virgen. En la cúspide se halla una cruz entre ángulos.
Las rejas que cierran el Altar Mayor son obra barroca de Antonio de Elorza (1736) y fueron doradas por Miguel y José Borbúa de Segovia. Se encuentra decorada con azucenas, blasones y medallones en las cresterías.

#### Coro

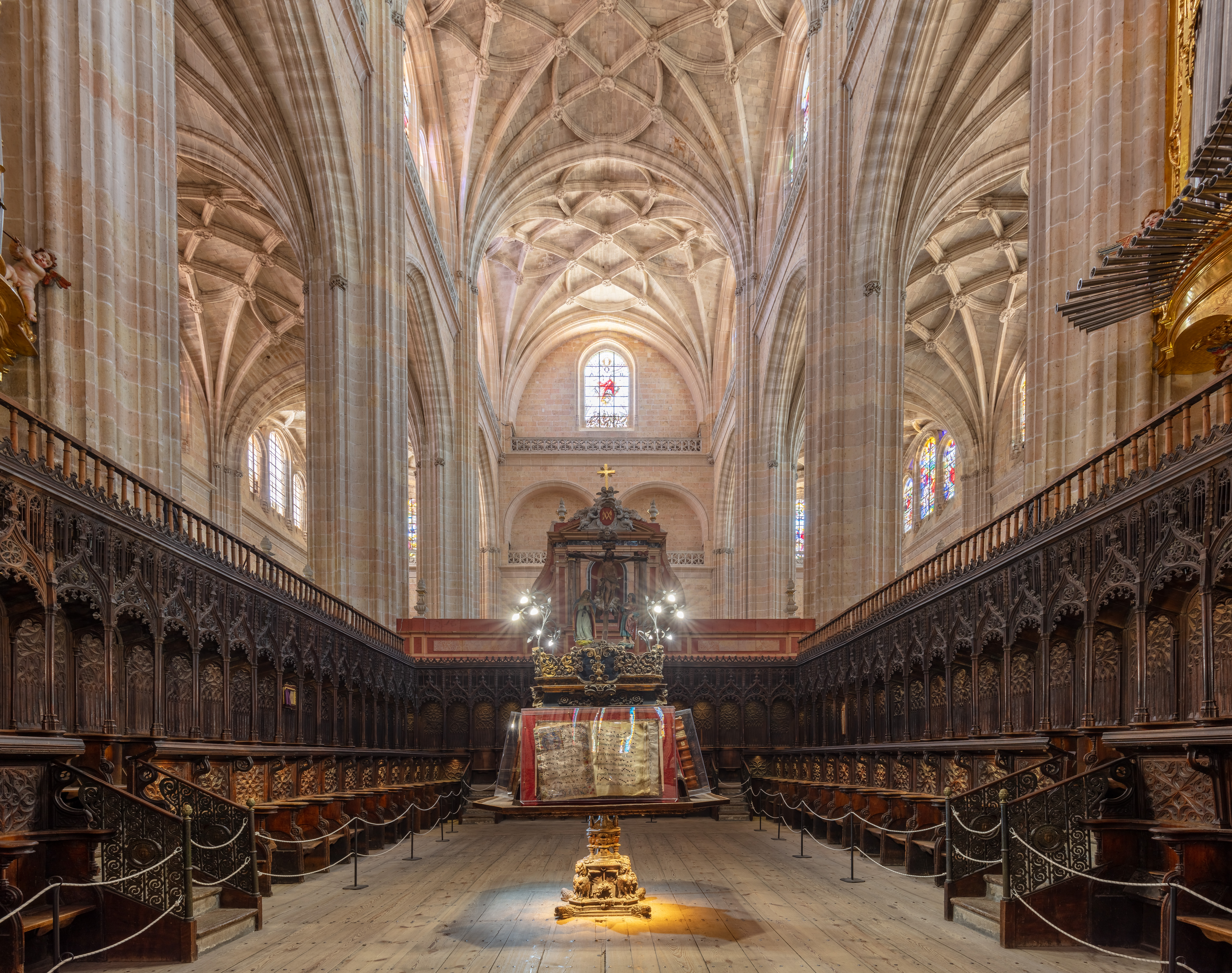
Coro.

Situado frente el Altar Mayor, se cierra por una reja obra de Antonio Elorza de 1729. La sillería fue traída desde la antigua catedral, y colocada en 1558 por Juan Gil y Jerónimo de Amberes, y terminada en el año 1790 por Fermín Huici. Es de estilo gótico flamígero, de finales del siglo XV y fue mandada hacer por el obispo don Juan Arias Dávila.
La arquería que forma el respaldo de las sillas son arcos conopiales que a su vez encierran arcos rebajados que apoyan en larguísimas columnas. En la parte superior, la sillería se adorna con tracerías caladas. Hay asientos reservado a los reyes, más cercanos a la reja, para poder seguir los oficios divinos. Ambos asientos se encuentran rematados por dos pequeñas cúpulas góticas. Sobre la silla episcopal el escudo de Juan Arias Dávila. 
El espacio entre el coro y la capilla mayor se denomina "Via Sacra", en ella se encuentran varios entierros de obispos y un púlpito de mármol con relieves de los evangelistas y la Inmaculada Concepción.

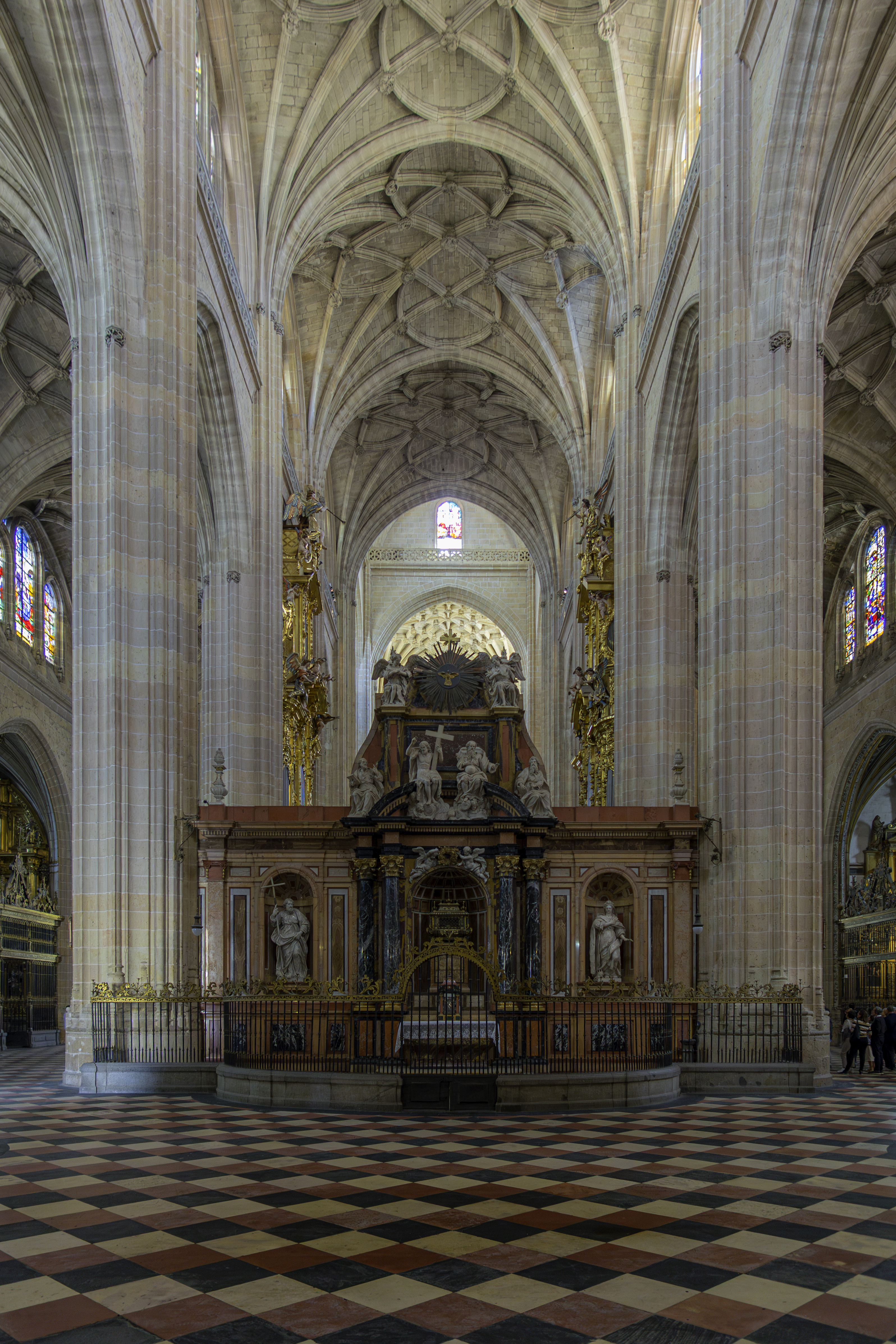
Trascoro.

#### Trascoro
El trascoro actual se hallaba en el Palacio de Riofrío, pero fue trasladado a su ubicación actual en 1782, este solo constaba de un cuerpo central, por lo que fue necesario añadir dos alas más para ocupar todo el espacio entre pilar y pilar. El asentamiento del retablo fue llevado a cabo por Ventura Rodríguez y Juan de la Torre y López, este último responsable de la elaboración de los laterales del coro en las naves del Evangelio y de la Epístola. Estos laterales tienen nichos en los que se ubican las esculturas de los cuatro evangelistas realizadas por Manuel Adeba Pacheco. 
El retablo fue obra de Hubert Dumandre en 1758, los materiales principales del retablo son mármoles españoles. El retablo consta de un cuerpo central y sus dos alas, añadidas posteriormente. El cuerpo central es ocupado por una urna de plata, obra de Sebastián de Paredes en 1633, la cual contiene las reliquias de san Frutos. Encima de este cuerpo se encuentran esculturas de san Pedro, san Pablo y la Santísima Trinidad. En el cuerpo derecho se encuentra una efigie de santa Isabel y en el derecho de san Felipe. Esto en recuerdo de los padres de Carlos III, por su donación del retablo.

#### Órganos

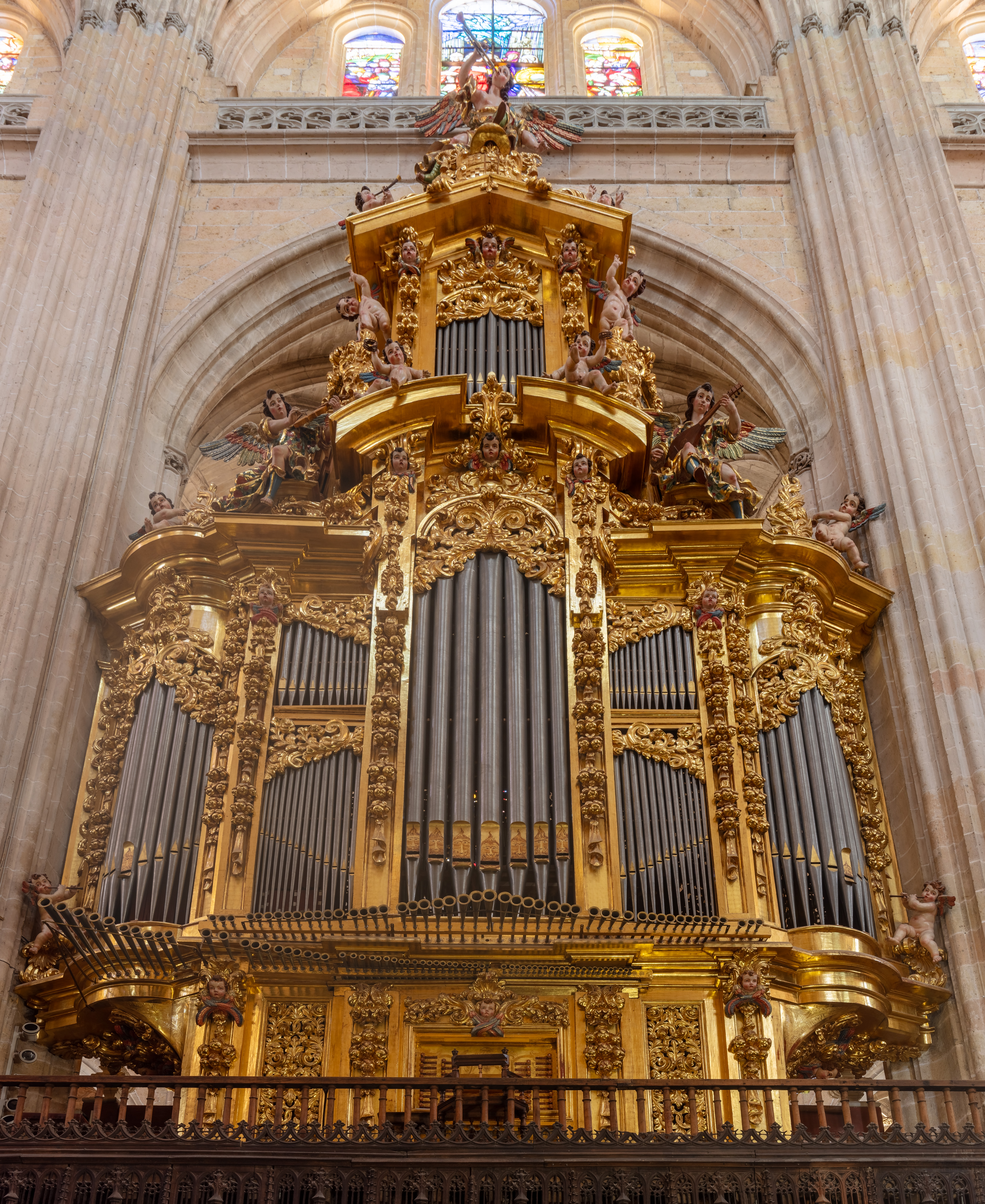
Vista del órgano de la Epístola desde el coro

Los órganos originales de la antigua Catedral de Santa María de Segovia fueron construidos en 1473 durante el reinado de Enrique IV, el encargado de su construcción fue Johan Cortexo. Debido a la destrucción de la antigua catedral, los órganos fueron trasladados al Convento de santa Clara hasta 1559, cuando fueron reubicados en el coro de la nueva Catedral.
Los dos órganos actuales fueron construidos en 1702 y 1769 por orden del Cabildo. El primer órgano en ser reemplazado fue el de la nave de la Epístola, el encargo del mismo fue realizado el 7 de julio de 1700 y su entrega se llevó a cabo en agosto de 1702 bajo las órdenes de Pedro de Liborna Echevarría.
El órgano del lado del Evangelio comenzó su construcción en 1769 gracias a la donación realizada por el obispo de Segovia, Juan José Martínez y Descalzo. El Cabildo encargó su construcción a Pedro Manuel de Echevarría, aunque sería su hijo, José de Echevarría quien prácticamente llevaría la a cabo la construcción.

### Capillas del lado norte

#### Capilla de san Antón
Fue concedida a Antonio Idiáquez Manrique, obispo de Segovia, con destino a panteón familiar. Conserva un retablo barroco ejecutado por José Vallejo Vivanco entre 1696 y 1697, y dedicado a san Antón, cuya imagen preside el conjunto, obra de Pedro Valle, quien también comenzó el sepulcro del prelado y que dejó sin terminar al morir. La imagen orante de Idiáquez, acompañado de un paje, fue realizada finalmente por el segoviano José Galbán, yerno de Juan Alonso de Villabrille y Ron. La efigie del santo titular fue estofada por Pedro Gutiérrez, y pintada por Matías de Ortega, y las pinturas se deben a Francisco Herranz.

#### Capilla de la Piedad

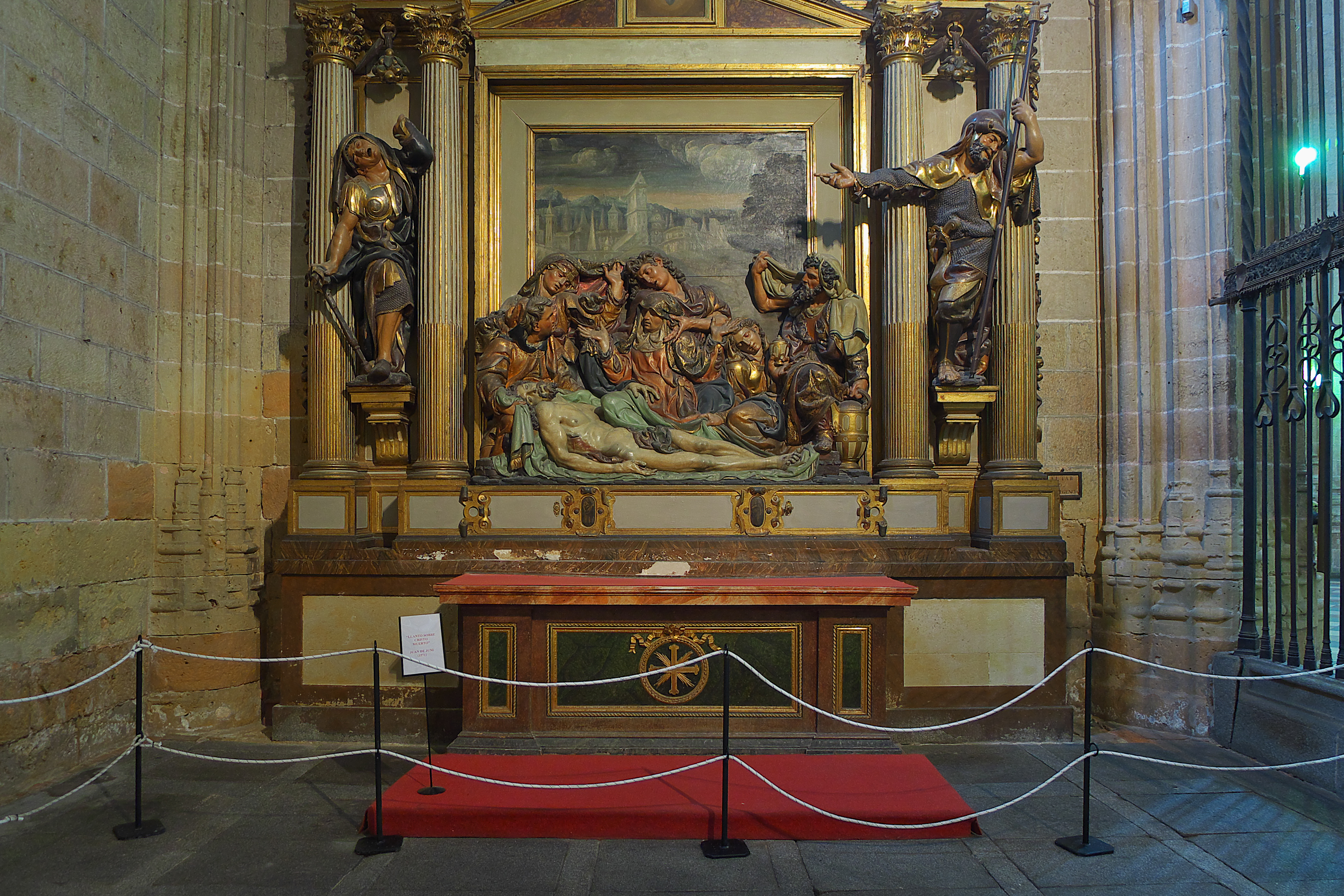
El Santo Entierro, Juan de Juni

La capilla de la Piedad, también conocida como capilla del Santo Entierro, fue fundada por Juan Rodríguez de Noreña, canónigo fabriquero de la propia catedral, quien encargó el retablo de la capilla a Juan de Juni, que realizó en 1571 una pieza similar al Entierro de Cristo que realizara a mediados del siglo XVI en Valladolid. Frente al altar mayor se conserva un lienzo que representa la duda del apóstol Santo Tomás, atribuido a Alonso Sánchez Coello.
La reja que cierra el espacio, perteneció a la capilla mayor de la primitiva catedral de Santa María, y fue realizada en 1515 por el rejero Francisco de Salamanca. Se trata de una obra notable en su conjunto, y destacable por lo primoroso de sus detalles, y constituye una de las obras más características del autor, junto con las que realizó para el monasterio del Paular, la del sepulcro del Tostado en Ávila y los púlpitos de la catedral de Sevilla.

#### Capilla de san Andrés
Fue fundada por Andrés de Madrigal, tesorero y canónigo de la catedral, que instituyó dos capellanías y dotó al espacio de reja y retablo.
La reja la inició en 1618 el rejero madrileño Francisco Hernández, de manera similar a la de la capilla de Santiago, con el escudo de armas del fundador en la parte superior. La traza del retablo es obra de Pedro de Brizuela en 1621, y su ejecución se debe a Juan de Alcelegui, Juan Imberto y Felipe de Aragón.

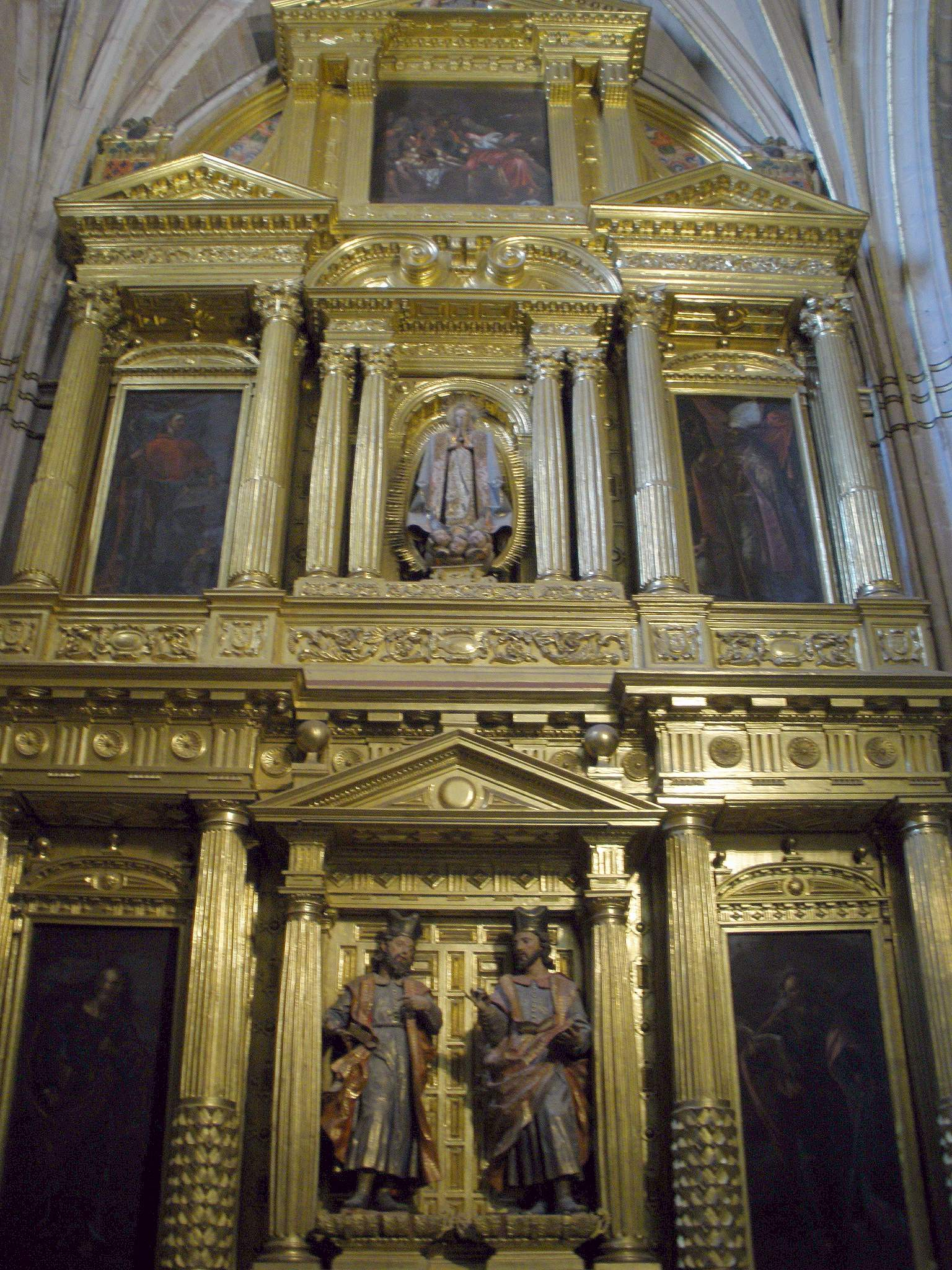
Retablo de la capilla de san Cosme y san Damián

#### Capilla de san Cosme y san Damián
El retablo es encargado al ensamblador segoviano Domingo Fernández, el 5 de febrero de 1629 por el doctor Pero Suárez de la Concha y don Juan Antonio Berrocal Bezilla. El retablo presenta trazas clasicistas y se divide en tres calles y dos cuerpos apoyados sobre un banco. La calle central del primer cuerpo contiene el grupo escultórico de san Cosme y san Damián, ambas realizadas en el taller de Gregorio Fernández. La hornacina del segundo cuerpo contiene una imagen de la Inmaculada Concepción, también procedente del taller de Gregorio Fernández.

#### Capilla de san Gregorio
La capilla fue fundada en 1623 por Alonso Nieto y su esposa. El retablo de finales del siglo XVII suele ser atribuido al ensamblador José Vallejo Vivanco, su composición es de tres calles divididas por columnas salomónicas, el lienzo principal representa la misa de san Gregorio. La reja es barroca, instalada en 1716, es de Antonio de Elorza.

#### Capilla de la Concepción

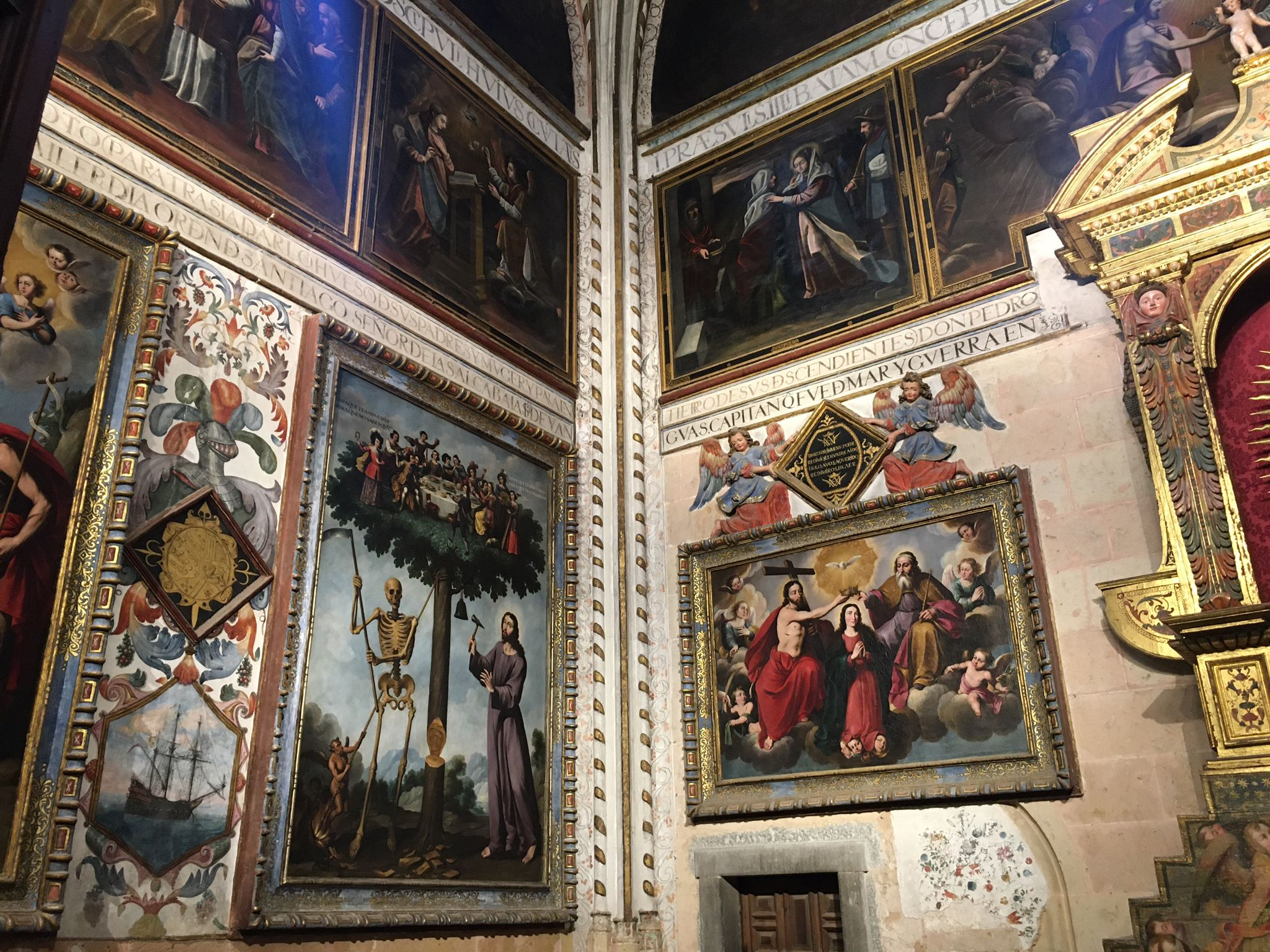
Lienzos en la capilla de la Inmaculada Concepción

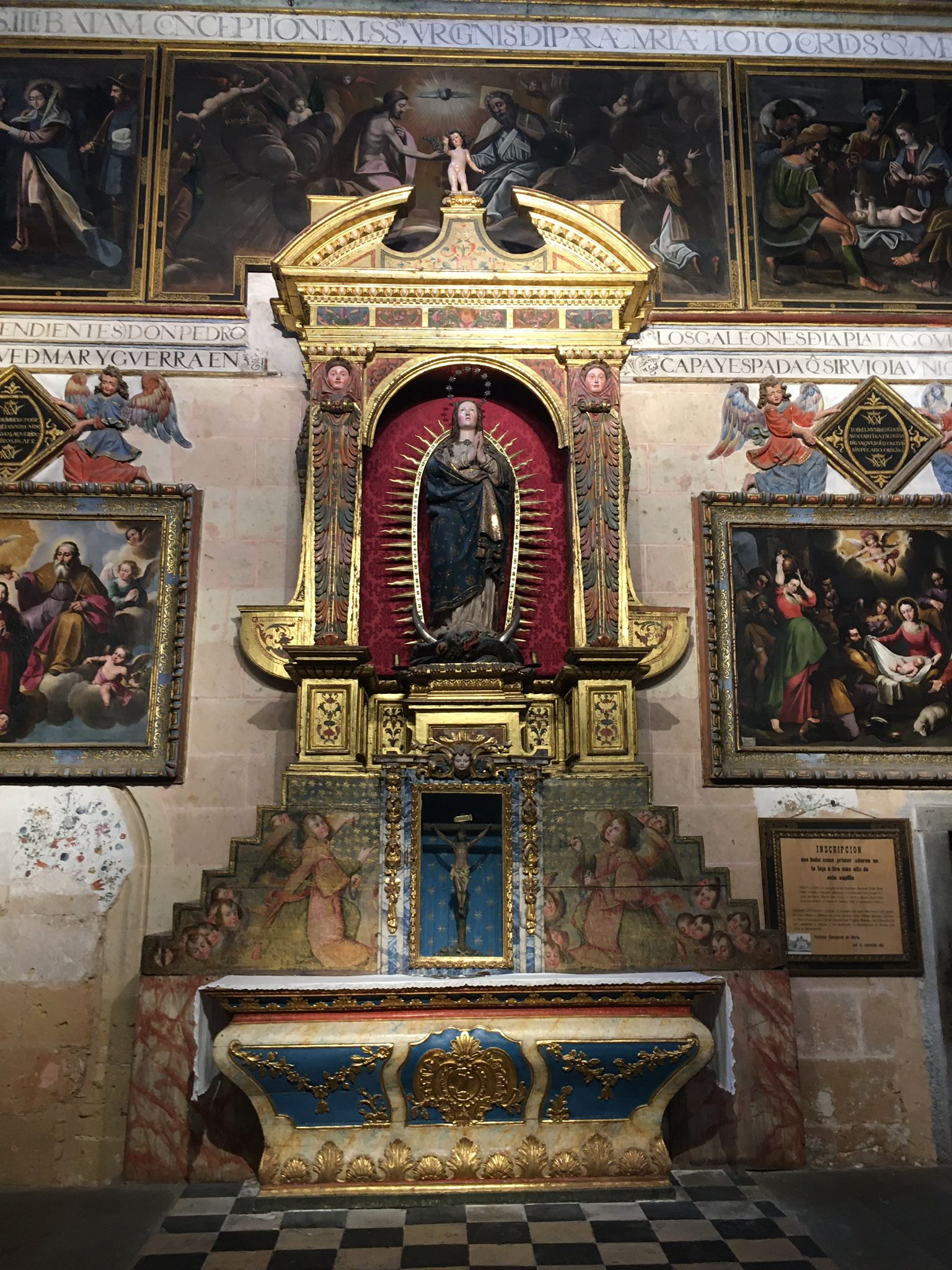
Retablo de la capilla de la Inmaculada Concepción

Situada a los pies de la catedral y junto a la denominada puerta del Perdón, fue construida en 1531. Contiene bóveda de crucería de terceletes, decorada por Juan del Río en 1622 con símbolos de la Inmaculada Concepción. El cabildo catedralicio la cedió en patronato en 1645 al capitán Pedro Fernández de Miñano y Contreras, gobernador de Cádiz, caballero de la Orden de Santiago, capitán de la flota de la Plata al servicio de Felipe IV de España, para destinarla a panteón familiar.
Destaca en ella una colección de obras del pintor flamenco y afincado en Sevilla Ignacio de Ries realizada en 1653, compuesta por el Árbol de la Vida, la Adoración de los Pastores, la Conversión de San Pablo, el Bautismo de Cristo, la Coronación de la Virgen y El rey David, que constituyen su mejor obra. Además, preside la capilla un retablo de madera policromada, que alberga en su espacio centrar una imagen de María Santísima de la Limpia Concepción, encargada por el cabildo a Antonio de Herrera Barnuevo, escultor de Felipe IV, en 1621.
La verja que cierra la capilla fue realizada en Jerez de la Frontera en madera de caoba procedente de América por Francisco Jiménez, a finales de la primera mitad del siglo XVII.

### Capillas del lado sur

#### Capilla del Cristo del Consuelo

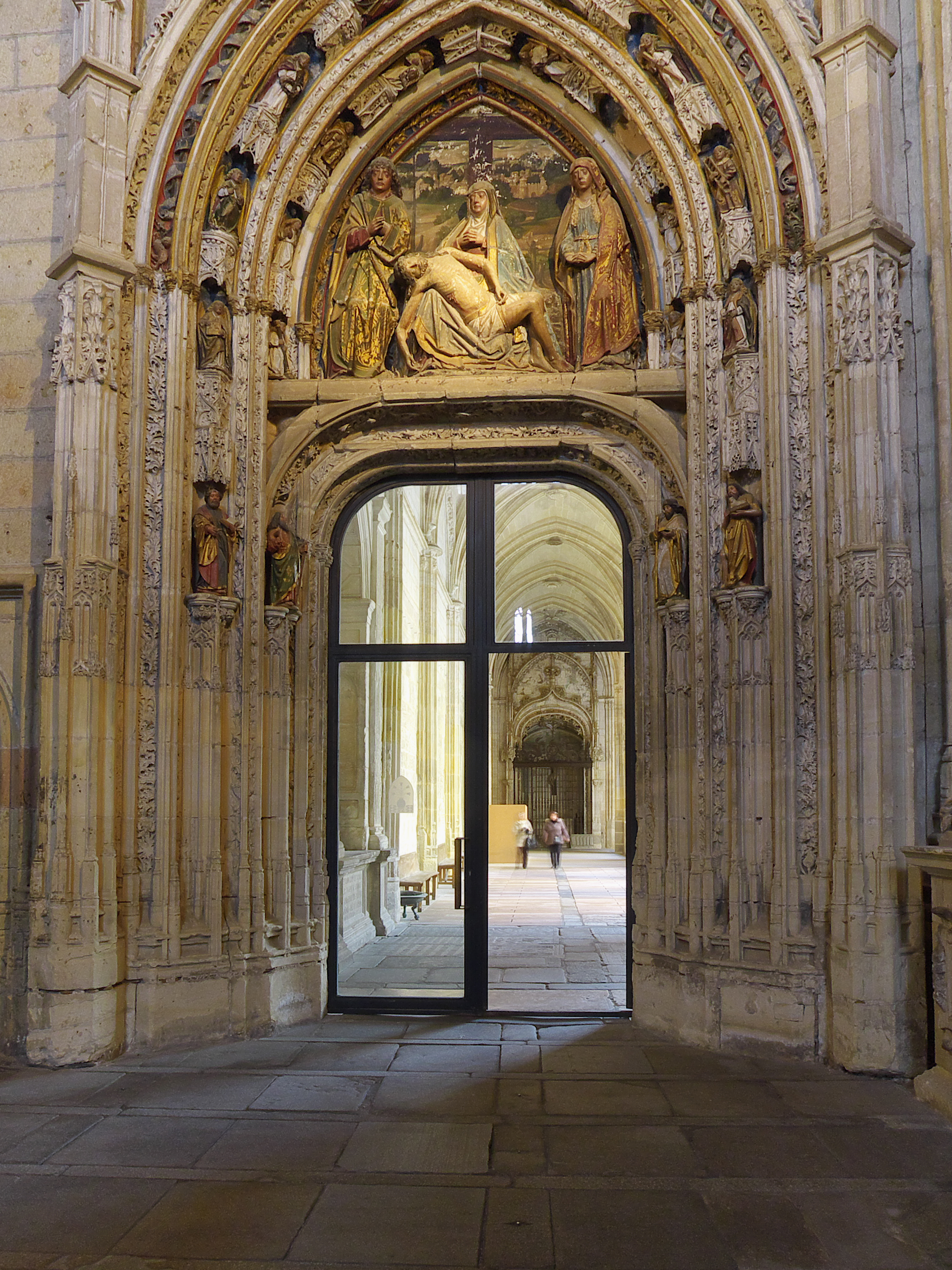
Portada de acceso al claustro

La capilla del Cristo del Consuelo da acceso al claustro, el cual a su vez da acceso a la Sala Capitular, la Sala de Pintura, la sala de Santa Catalina y la Sala de Tapices y Ornamentos Litúrgicos. La capilla contiene un retablo barroco del siglo XVII, en el banco se puede ver una talla de Cristo en la cruz, en la calle central se encuentra el Cristo del Consuelo, talla del siglo XVII que procede del antiguo Colegio de los Jesuitas.
La puerta que da acceso al claustro procede de la antigua catedral, esta fue pagada por Isabel la Católica y realizada por Juan Guas en 1483. Las esculturas ubicadas en el tímpano son obras de Sebastián Almonacid, la figura central es la Piedad o la Virgen en su Quinta Angustia, la cual está rodeada de ángeles que portan instrumentos de la Pasión, la portada presenta restos de policromía. La reja que cierra la capilla fue creada por Fray Francisco de Salamanca en el año 1508 y antaño cerraban el coro de la antigua catedral.
Enfrente del retablo se encuentran dos monumentos funerarios de obispos en posición yacente. Los sepulcros pertenecen a Don Raimundo de Losana y a Don Diego de Covarrubias; y datan de principios del siglo XVII y finales del siglo XVI respectivamente.

#### Capilla de Santiago

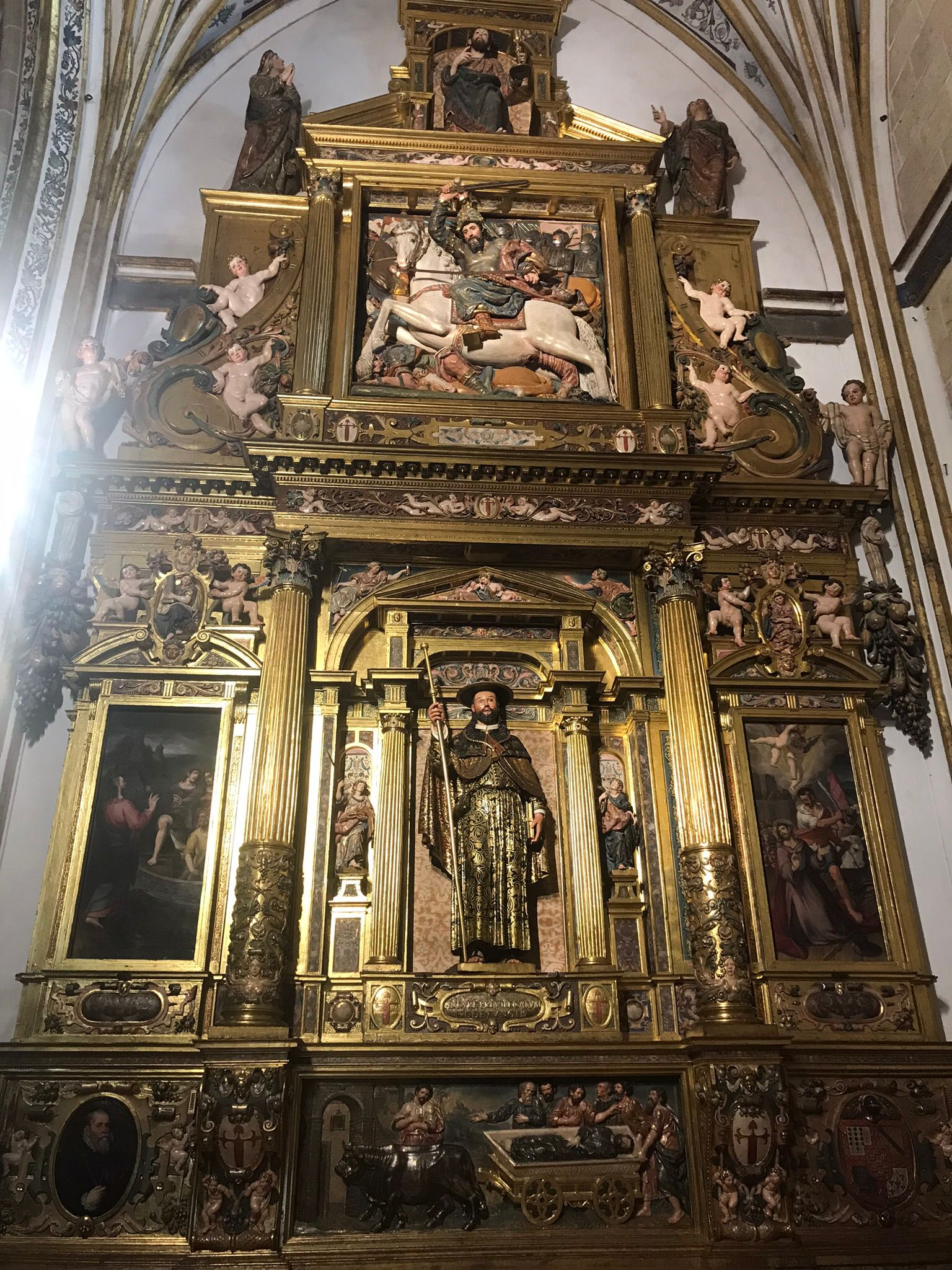
Retablo de Santiago

Fue la primera capilla de la catedral entregada a un civil, concedida por el Cabildo de Segovia en 1577 a Francisco Gutiérrez de Cuéllar, contador mayor de Felipe II y comendador de la Orden de Santiago, siendo la primera entregada a un civil.
El retablo que preside la capilla es de estilo barroco, está dedicado al apóstol Santiago y es obra de Pedro de Bolduque en 1595, siendo el ejemplo más depurado de retablo bolduquiano, con una estructura clásica y una decoración influida por la obra de Gaspar Becerra. La policromía fue realizada por el pintor segoviano Alonso de Herrera, y el retrato del fundador contenido en el conjunto está atribuido a Alonso Sánchez Coello.
Dentro de la capilla se encuentran otros dos retablos, uno está dedicado a la Virgen de la Fuencisla y data del siglo XVIII; el otro es obra del Maestro de Valseca en el siglo XVI y está conformado por un ático con una representación de la crucifixión de San Pablo y Pedro; el cuerpo central es ocupado por una representación de San Joaquín y Santa Ana y el banco contiene varios lienzos que representan a Santa Lucía, Santa Águeda y Santa Apolonia.
Al lado derecho del retablo hay una puerta con jambas de granito, de la que arranca una escalera compuesta de quince peldaños, también de granito, que baja a una cripta, también denominada en algunos documentos como “sacristía”. Se trata de la única pieza excavada en el subsuelo de la catedral, y ya debía estar terminada en 1604, y fue proyectada por Rodrigo del Solar. Una vez abajo se localiza un rellano o vestíbulo desde el que se pasa a dos estancias. La de la derecha, larga y estrecha, está pavimentada con ladrillo, y los muros y bóveda están decorados con ángeles, en grisalla, portando los instrumentos de la Pasión. A la izquierda, y a través de tres escalones se localiza una estancia más desahogada, con la función de panteón familiar. Está iluminada por dos tragaluces abiertos al jardín del claustro, y en el muro de poniente hay un profundo rebaje, mientras que en oriente una losa de granito incrustada hace las funciones de retablo, decorada con la imagen de Nuestra Señora de la Antigua, que la humedad ha borrado casi por completo, excepto la imagen del Niño, de buena factura.
La bóveda y nervaduras de la misma están decoradas con pinturas al temple. Cierra la capilla una reja barroca datada en 1594, obra de Juan de Salamanca y decorada por Juan del Río, que fue modelo para las restantes de la catedral.

#### Capilla de santa Bárbara
El retablo de piedra fue realizado a principios del siglo XVII por Pedro de Brizuela y en 1788 el retablo fue estucado imitando al mármol. El retablo está compuesto por un solo cuerpo en el que se ubica la imagen de santa Bárbara, datada en el siglo XVIII y realizada en madera policromada.
En la capilla también hay una pila bautismal del siglo XV, procedente de la antigua catedral, realizada en alabastro, se desconoce su autor pero se la suele relacionar con la llegada de Juan Guas a Segovia.

#### Capilla del Cristo Yacente

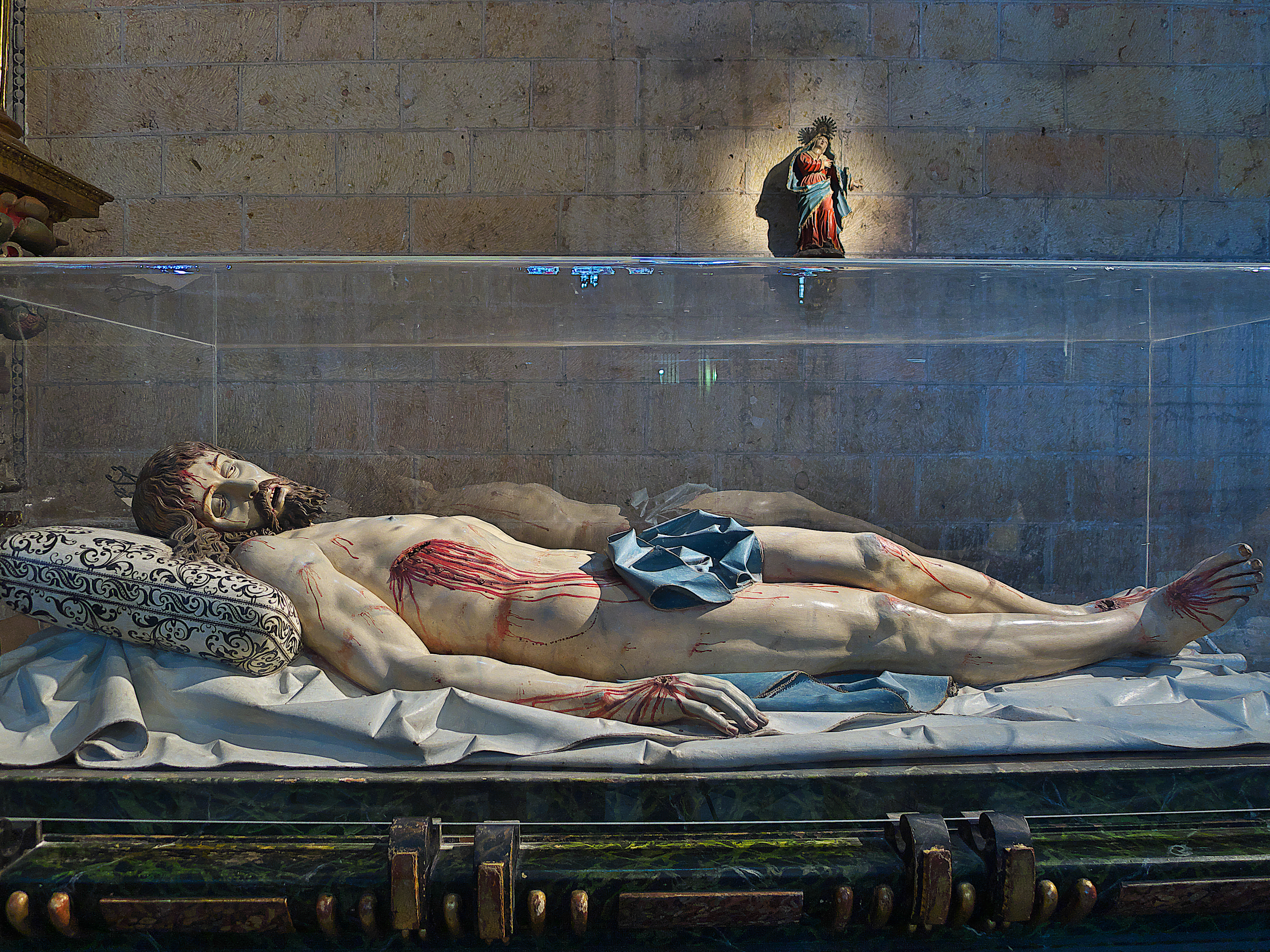
Talla del Cristo Yacente en su capilla

El retablo es del siglo XVII, en el cuerpo central se encuentra un lienzo del Descendimiento de Cristo, sobre el altar del retablo hay una urna que contenía la imagen del Cristo Yacente, hecha para ser contemplada de lado.
La imagen del Cristo Yacente es una escultura barroca del siglo XVII, realizada por Gregorio Fernández y donada por el obispo Melchor de Moscoso y Sandoval. La talla se caracteriza por su dramatismo y naturalidad, con un cuerpo esbelto y muy detallado. La talla procesiona por las calles de Segovia el Viernes Santo por la feligresía de San Andrés "Camino al Sepulcro"
La reja es barroca y fue realizada por Lorenzo Hernández de Medina y dorada por el maestro Pedro de Prádena en la segunda mitad del siglo XVII.

#### Capilla de san Blas
La capilla contiene un sencillo retablo barroco de finales del siglos XVII del que se desconoce el autor, en la calle central se encuentra la talla que representa a san Blas como obispo, con el báculo en la mano izquierda. A la izquierda del retablo se encuentra un óleo sobre lienzo dedicado a santa Cecilia, cuya autoría esta atribuida a Francisco Llamas.
Desde la capilla se puede acceder a la torre de la Catedral, tanto al cuerpo de campanas como a la casa del campanero.

#### Capilla del Sagrario

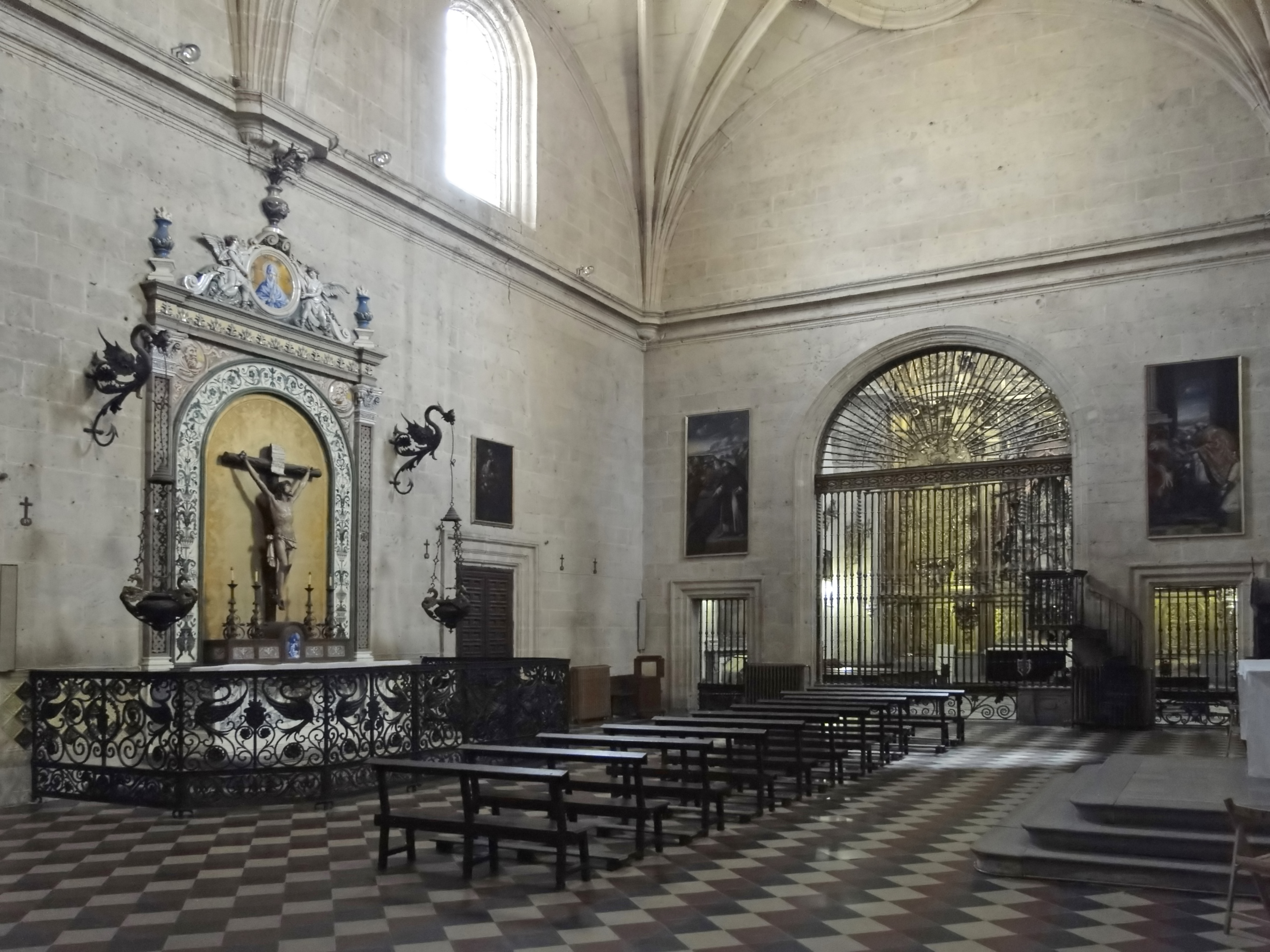
Capilla del Cristo de la Agonía

La capilla del Sagrario es simétrica a la capilla de San Antón, y se subdivide en dos espacios diferentes: por un lado la denominada capilla del Cristo de la Agonía, y por otro la capilla de los Ayala. En la entrada de la capilla hay un Cristo crucificado románico acompañado de la Virgen y de San Juan.

##### Capilla del Cristo de la Agonía
La capilla del Cristo de la Agonía es la primera estancia de la capilla del Sagrario, y da acceso a la sacristía de la catedral. El espacio, de dos bóvedas de crucería, contiene una cajonería, y se reparten diferentes lienzos de varios obispos de Segovia por sus paredes.
Dentro de los enseres más destacados de la capilla llama la atención el retablo cerámico realizado por Daniel Zuloaga para el Santísimo Cristo de la Agonía, un crucificado atribuido a Manuel Pereira, que fue donado por Ramona López de Ayala y del Hierro, madre del historiador Juan de Contreras y López de Ayala, marqués de Lozoya. La obra fue realizada en 1897 en la Fábrica de loza La Segoviana y constituye una de las obras más importantes que en su tiempo se fabricaron en cerámica. Completa el conjunto una reja, candelabros y lámparas de forja del rejero Ángel Pulido.

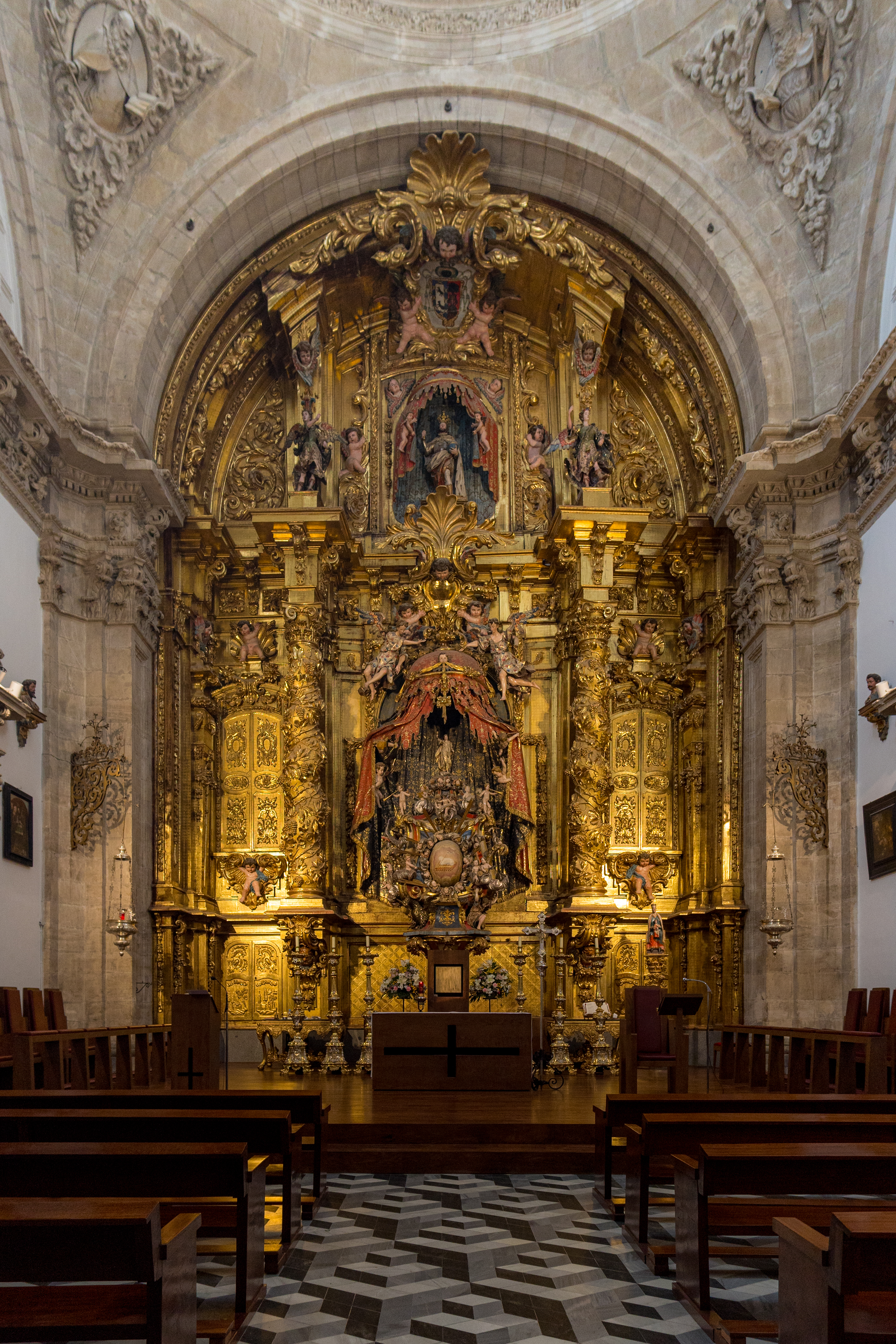
Retablo de la capilla de los Ayala.

##### Capilla de los Ayala
La capilla de los Ayala es la segunda estancia de la capilla del Sagrario. Su principal atracción es el retablo barroco diseñado por José Churriguera, el cual comienza su construcción en 1686. Dos columnas salomónicas dividen el retablo, en el espacio central se encuentra un tabernáculo, mientras que en los laterales hay dos alacenas (hueco en la pared con estantes) para guardar reliquias. En la parte superior se encuentra una imagen de san Fernando debajo de un dosel y protegido por arcángeles. 
El tabernáculo fue añadido en 1718. Este fue diseñado para que pudiese girar sobre su base, ya que cada uno de sus cuatro lados representa la Anunciación, Pentecostés, una arqueta para el Jueves Santo y un expositor para el día del Corpus Christi. 
En los laterales de la capilla hay cuatro sepulcros adosados pertenecientes a Juan Ayala Berganza, Diego Ayala Berganza, Gaspar Ayala Berganza y a Antonio Ayala Berganza.

### Capillas de la girola

#### Capilla de san Pedro
El retablo fue encargado a Pedro de Bolduque, el cual ya había trabajado en la Catedral, en 1585, originalmente constaba de tres calles y ático, pero las calles laterales desaparecieron cuando fue trasladado. Las imágenes centrales del retablo son dos esculturas, Cristo atado a la columna y san Pedro. Debajo se encuentra un relieve en el que se representa la escena del Quo Vadis. El ático del retablo se cierra con una cuadro de Cristóbal de Velasco que representa el Martirio de san Pedro.

#### Capilla de san Ildefonso

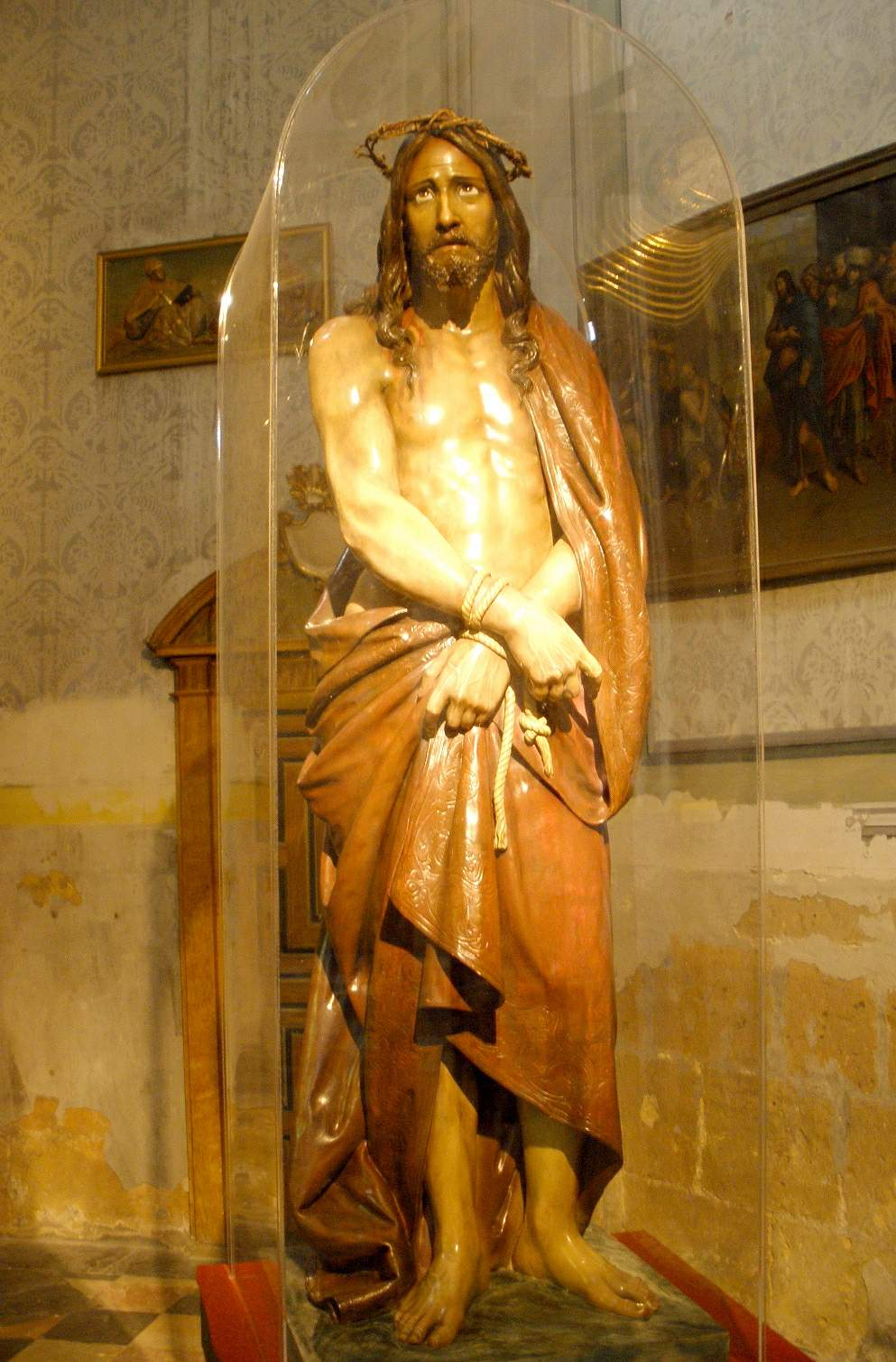
Ecce Homo en su vitrina

La capilla presenta un retablo barroco clasicista del siglo XVIII, el retablo es obra de Manuel Adeba Pacheco y está realizado en madera estucada. La imagen central es un relieve en el que se representa a la Virgen imponiendo la casulla a san Ildefonso con la ayuda de un ángel. 
Hay dos vitrinas en la capilla, la primera contiene un Ecce Homo, encargo del obispo don Julián Miranda Bistuer. La talla llegó a Segovia en el año 1907 con el propósito de ser un paso procesional. La escultura presenta a Cristo semidesnudo, vestido con una capa roja y maniatado.
La segunda vitrina contiene otro Ecce homo, de autor anónimo y datada en el siglo XVIII; y una escultura de la Virgen a modo de dolorosa (siglo XVII) También hay dos cruces procesionales, la primera data del siglo XVII y está compuesta de madera con incrustaciones de nácar. La segunda es obra del platero Antonio Oquendo y data del año 1519.

#### Capilla de san Geroteo
El retablo de la capilla es del siglo XVIII, obra de Juan Maurat, en 1772 Santiago Casado se encargó del dorado del retablo. El sagrario del retablo está decorado con la pintura de la Virgen con el Niño, cuya autoría es anónima. La verja que cierra la capilla fue realizada por Gregorio Aguirre en 1774.

#### Capilla de san Frutos

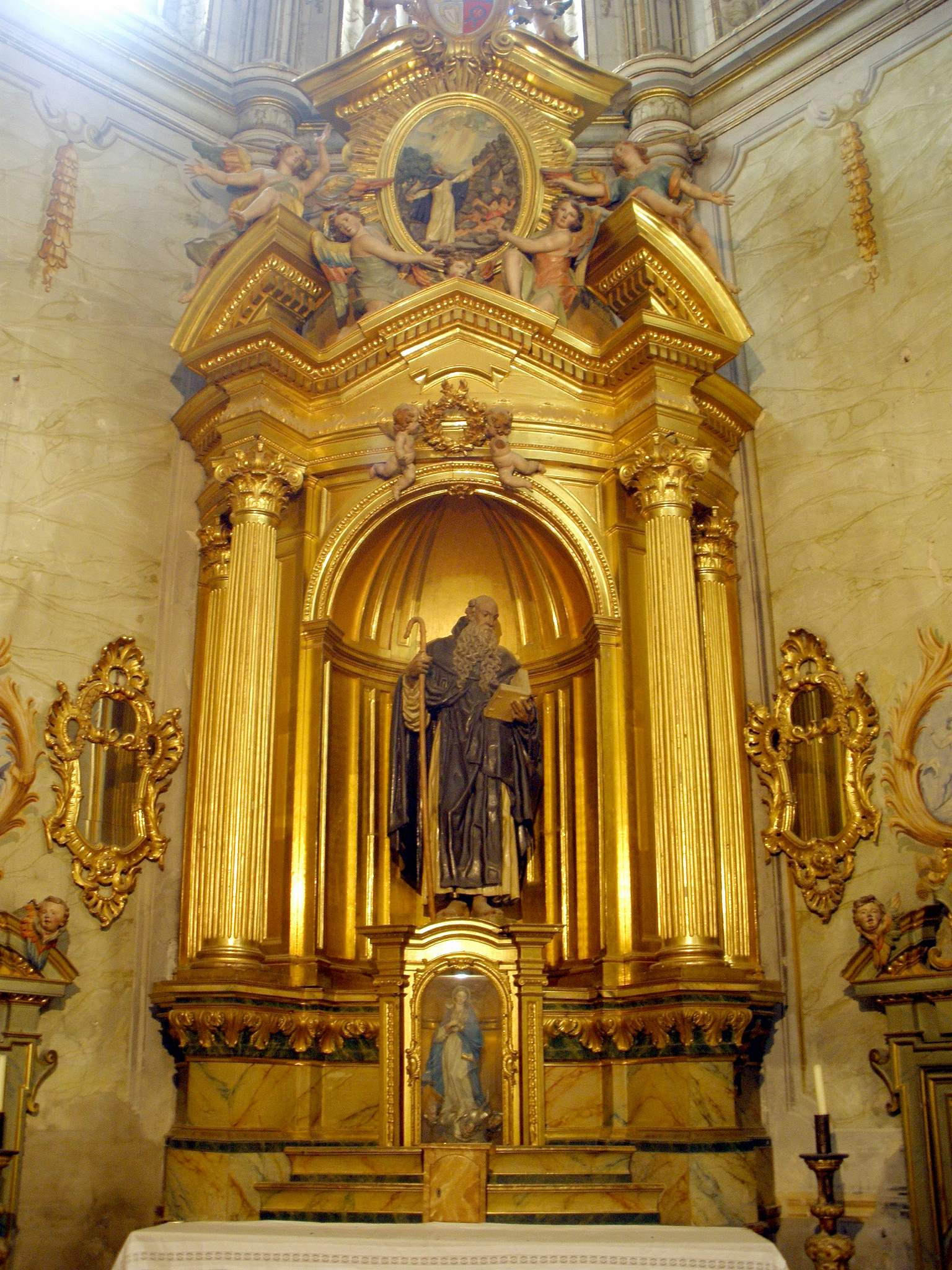
Retablo de San Frutos

Los tres retablos que decoran la capilla fueron encargados en 1747, están dedicados a San Frutos y a sus dos hermanos: San Valentín y Santa Engracia, los tres son de madera y presentan la misma estructura. En los retablos laterales aparecen San Valentín con el libro en la mano y Santa Engracia con la palma de mártir, el retablo central es de San Frutos, este es más ático que el de sus hermanos, en el banco del mismo hay una talla de la Virgen. La capilla se cierra con una reja obra de Domingo Martínez.

#### Capilla de san Antonio de Padua
Tanto el retablo como la imagen son de autor desconocido, el primero fue donado en 1782, presenta un estilo clasicista. está estucado para imitar al mármol y está formado de tres calles, en las laterales aparecen santa Teresa de Jesús y un santo jesuita, la calle central esta ocupada por la talla de san Antonio.

#### Capilla de Nuestra Señora del Rosario
La capilla esta decorada con un sencillo retablo que presenta un óleo sobre lienzo, obra de Ramón Bayeu, con el tema titular de la capilla, las paredes y bóveda de la capilla también están decoradas con pinturas murales del mismo autor. A los lados del retablo hay tallas de madera fechadas en el siglo XIX, estas representan al Sagrado Corazón de Jesús y al Inmaculado Corazón de María.

#### Capilla de san José
El retablo que preside la capilla es del siglo XVIII, en la hornacina central se encuentra la talla de san José con el Niño en su mano. En el ático del retablo se encuentran dos tallas de santa Teresa y san Juan de la Cruz.

## Vitrales

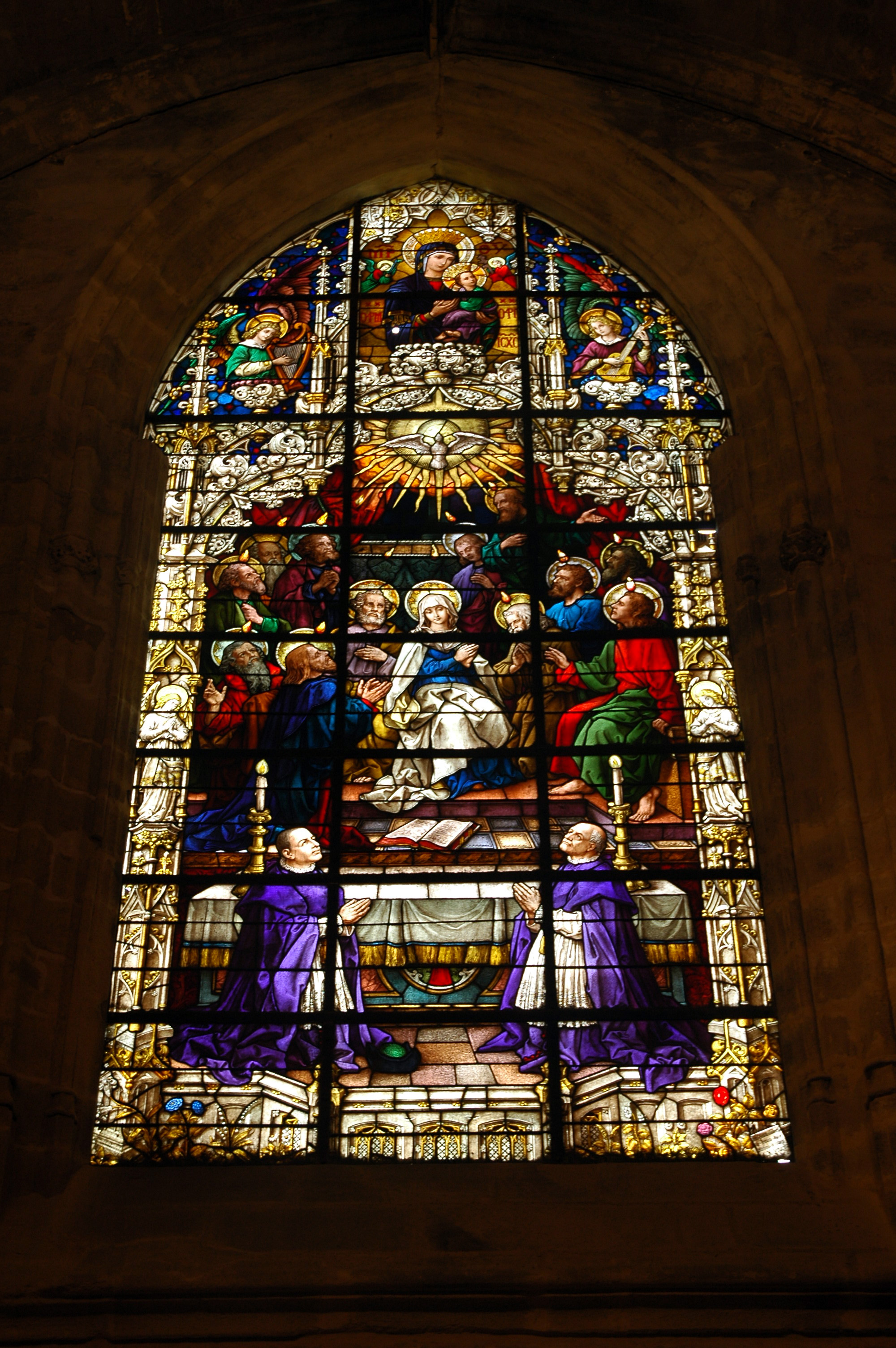
Vitral dedicado a la Virgen María, obra de Francisco Herranz en el

Los vitrales de la catedral son uno de los conjuntos más importantes del patrimonio vidriero español. El conjunto se compone de 65 piezas que se distribuyen en el tiempo en tres fases diferentes.
La primera fase corresponde al siglo XVI, conforma una de las series más importantes de vidrieras manieristas realizadas por el taller de los Pierres (Pierres de Holanda y Pierres de Chivarri, junto con Nicolás de Vergara, Nicolás de Holanda y Gualter de Ronch), y son uno de los grupos renacentistas más importantes de Europa.
La segunda fase fue ejecutada en el siglo XVII por Francisco Herranz, quien realizó una programación teórica de las vidrieras en un manuscrito titulado Orden de las Ystorias que se han de poner en las vidrieras de la Yglesia Mayor de Segovia, conservado en el Archivo Catedralicio de Segovia. Este conjunto se compone de 33 piezas y es la fase más amplia. Finalmente, una tercera fase tuvo lugar en 1916, cuando se incluyeron siete vitrales para la capilla mayor realizados por la Casa Maumejean de Madrid.
A partir del año 2010 se encargó inició la restauración integral del conjunto. El encargo recayó en el vidriero segoviano Carlos Muñoz de Pablos.

## Otras dependencias

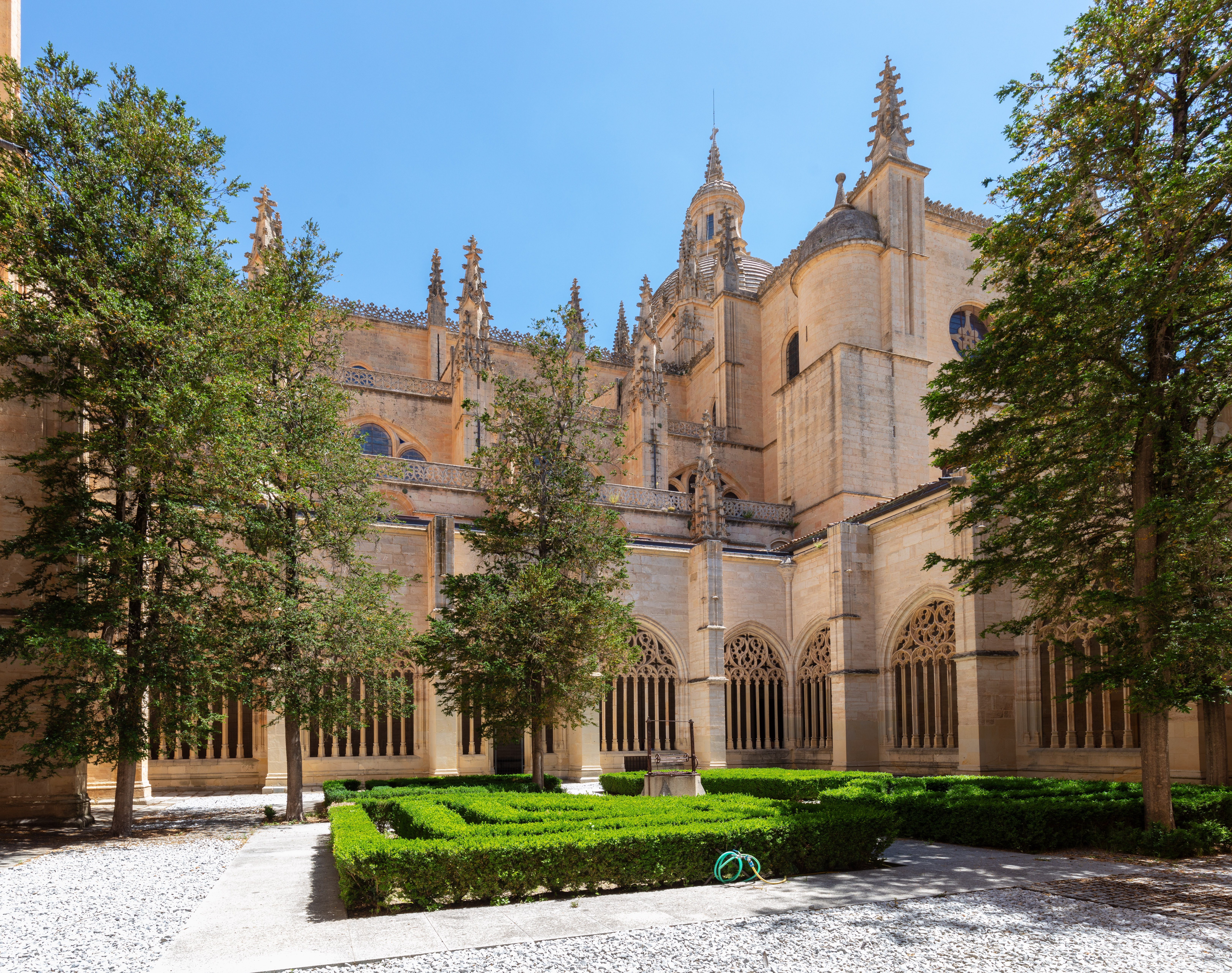
Vista del patio del claustro.

### El claustro y su entorno
Es de estilo gótico flamígero. Fue trasladado piedra a piedra desde la antigua catedral de Santa María, destruida durante la Guerra de las Comunidades, y constituye la única parte del antiguo templo que ha llegado a nuestros días. El claustro contiene varias herramientas que fueron utilizadas en la construcción de la catedral y da acceso a la Sala Capitular, a la Sala de Santa Catalina, a la Sala de Tapices y Ornamentos Litúrgicos y a la Sala de Pintura

### Sala Capitular

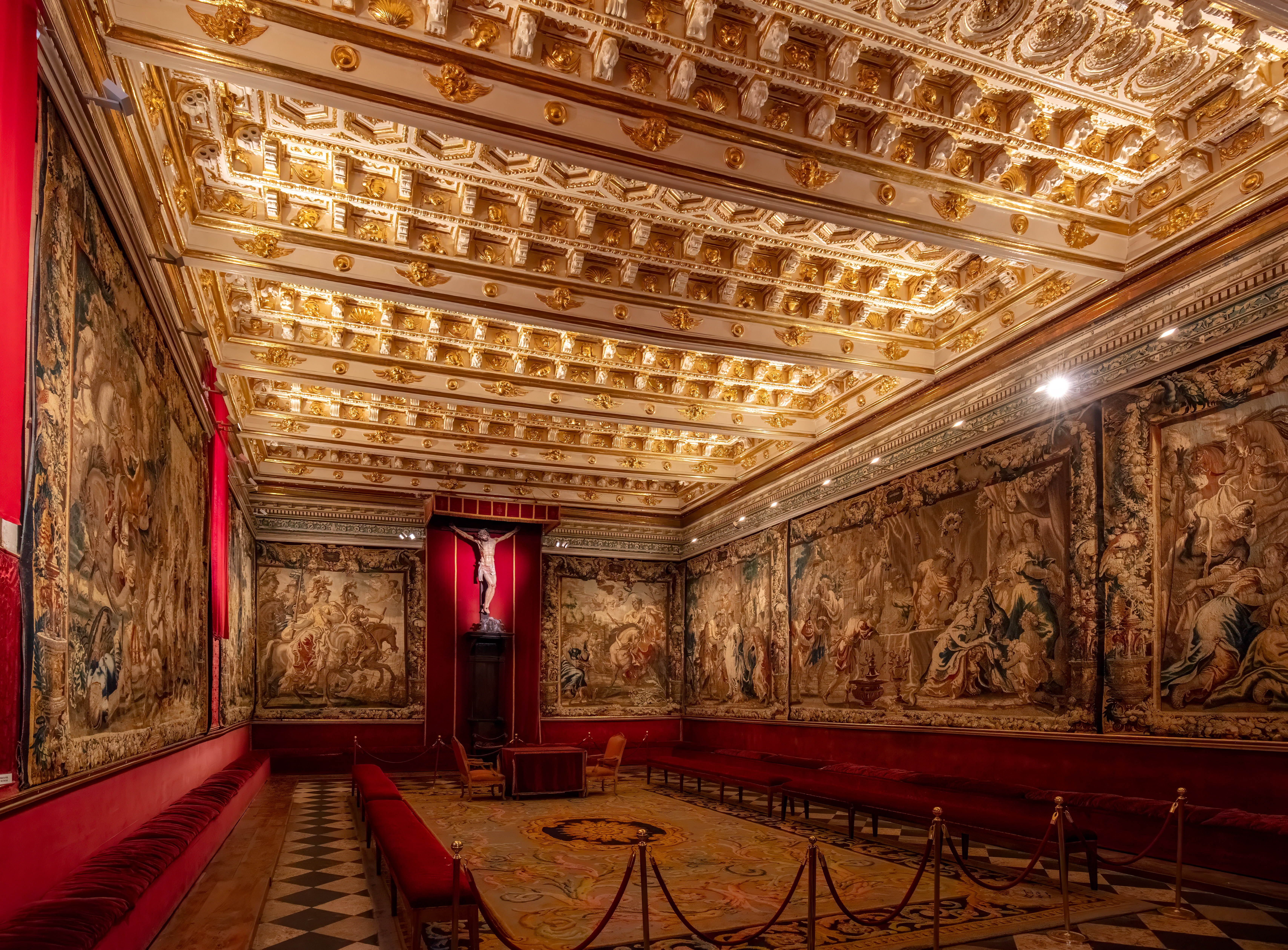
Sala Capitular

La Sala Capitular, antigua sala de reunión del Cabildo, fue construida bajo las órdenes de García Cubillas a mediados del siglo XVI. La sala esta decorada con una serie de tapices "Zenobia, Reina de Palmira", la cual es la más relevante y mejor conservada de las otras tres colecciones que custodia el templo. Está compuesta por once paños tejidos en Bruselas por Geeraert Peemans y narran la vida de la reina Zenobia y el emperador Aureliano.
Una parte importante del conjunto de la Sala Capitular son los artesonados de finales del siglo XVI, estucado en blanco y laminado en oro en el siglo XVII, obra de Francisco López que se conservan en perfecto estado gracias a las condiciones ambientales de la sala.
Al fondo de la estancia se encuentra al sitial del obispo y sobre el mismo, la imagen de un Cristo del siglo XVII, anteriormente ubicado en la capilla de la Concepción. En la entrada se ubica un retablo de estilo barroco clasicista que contiene una talla de la Virgen de la Concepción, realizada por el escultor José Esteve.

### Sala de Tapices y Ornamentos Litúrgicos
La Sala de Tapices y Ornamentos Litúrgicos fue inaugurada en 2017 tras unas serie de reformas para hacerla visitable, el espacio antes albergaba la librería de la Catedral hasta 1975, cuando los libros y documentos fueron trasladados hasta su ubicación actual.
En la sala se puede observar una serie de tapices llamada "Los Planetas", realizada en Bruselas durante el siglo XVI. En dos grandes vitrinas se exponen ornamentos litúrgicos que pertenecieron a los obispos segovianos Arias Dávila y Fadrique de Portugal.

### Sala de pintura

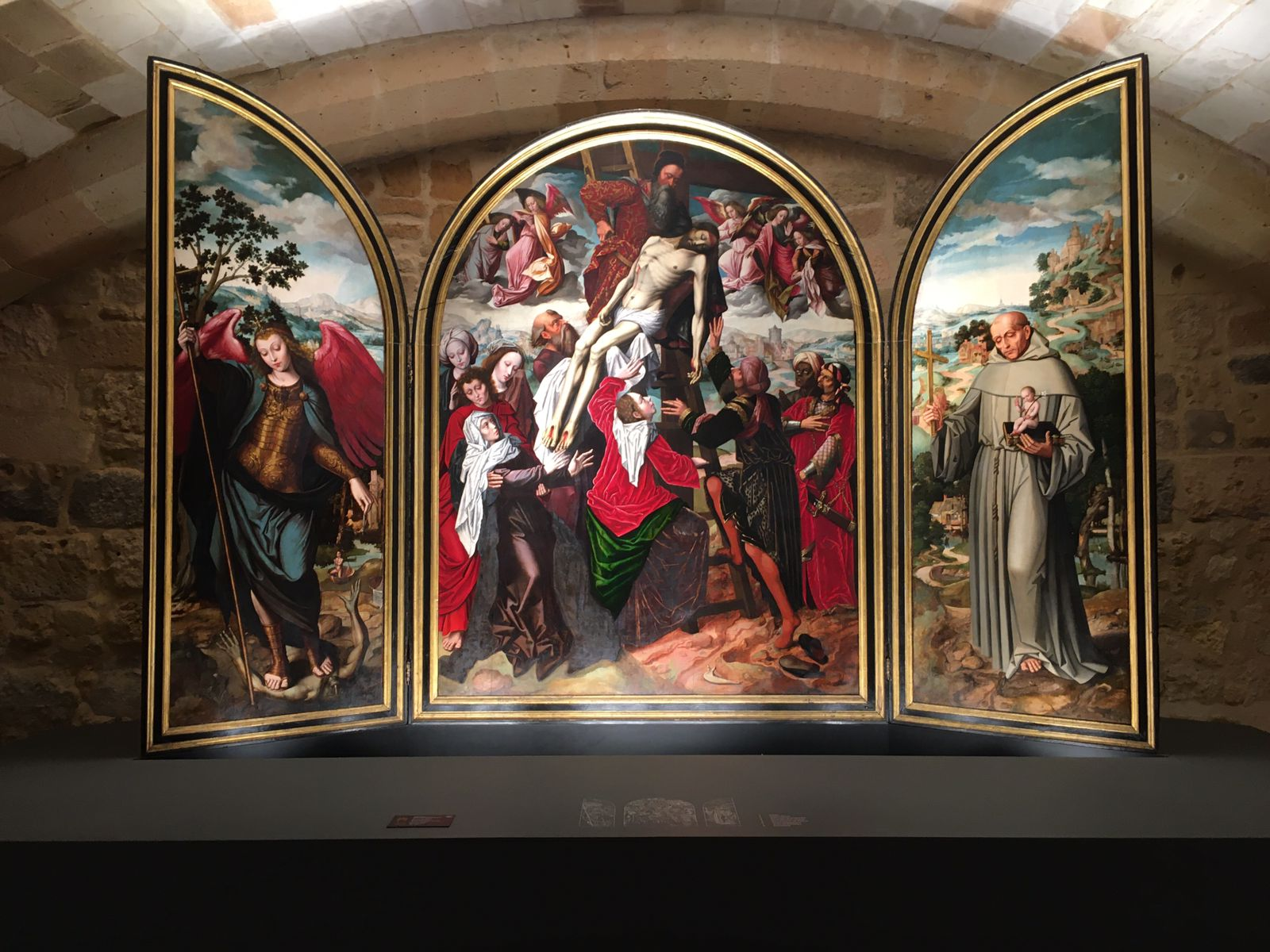
Tríptico del Descendimiento, Ambrosius Benson

La sala de pintura contiene cuarenta y dos obras castellanas y flamencas; de gran valor religioso y artístico, esto último debido a la variedad de métodos de pintura de algunas obras como óleo sobre cobre o óleo bajo cristal. Las obras más destacadas son: "La Virgen con el Niño", de Luis de Morales, La Duda de santo Tomás, de Alonso Sánchez Coello, La fuente de la Gracia, copia original del taller de Jan van Eyck y La misa de san Gregorio, de Pedro Berruguete.
La obra central de la exposición es el Tríptico del Descendimiento, de Ambrosius Benson, antes ubicado en la iglesia de San Miguel de Segovia.

### Sala de Santa Catalina

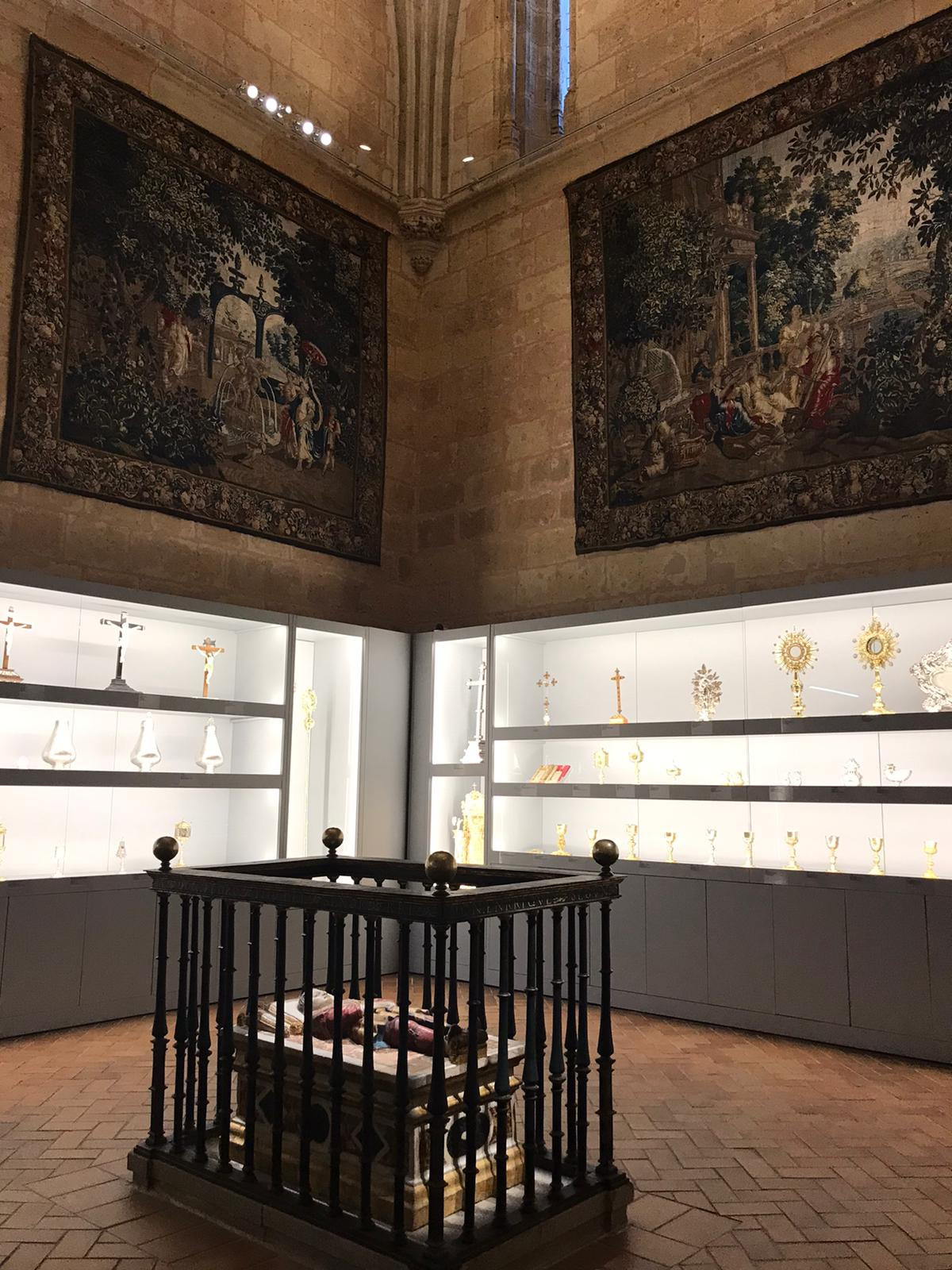
Capilla de Santa Catalina

La sala de Santa Catalina, antes capilla, está dedicada a la exposición de ornamentos litúrgicos, reliquias, tapices y la tumba del Infante Don Pedro, hijo de Enrique II. La sala ocupa el primer cuerpo de la torre de la Catedral y fue una de las primeras partes en ser construida, las obras fueron puestas a cargo de García de Cubillas con la supervisión de Juan Gil de Hontañón, en 1528 se colocaban las vidrieras en la capilla, obra de Alberto de Holanda y en 1530 la bóveda fue terminada.
El 24 de julio de 1924 por órdenes del obispo de Segovia, Manuel Castro Alonso, sala dejó de ser utilizada como capilla y pasó a ser museo catedralicio, el cual gozó de gran importancia gracias al valioso conjunto de ornamentos y orfebrería que contenía junto a la colección de tapices flamencos tejidos en Oudenaarde durante siglo XVII, pertenecientes a la serie "Verduras", los cuales representan diversas escenas palaciegas.   
En 2019 se comenzaron los trabajos para la restauración de la sala, los cuales se vieron interrumpidos por la crisis sanitaria del Covid, siendo terminados en 2022, durante esta restauración se hallaron tres huesos y una indumentaria bajo el sepulcro del Infante, los cuales gracias a una investigación realizada por la Universidad de Granada en 2020 se pudo demostrar que pertenecían al Infante y se pudo calcular la edad que tendría al morir, entre 6 y 12 meses. Actualmente las vestiduras, junto con los huesos y un facsímil del Sinodal de Aguilafuente son expuestos en la sala.